# Sandoricum dasyneuron
Sandoricum dasyneuron är en tvåhjärtbladig växtart som beskrevs av Henri Ernest Baillon. Sandoricum dasyneuron ingår i släktet Sandoricum och familjen Meliaceae. Inga underarter finns listade i Catalogue of Life.